# Tipo 095
El Tipo 095 (designación china: 09-V) es una nueva clase de submarino de ataque de propulsión nuclear de tercera generación prevista para la Armada del Ejército Popular de Liberación de China. Se prevé que los submarinos Tipo 095 tendrán una firma acústica sustancialmente reducida y un tipo de casco mejorado.
En comparación con los submarinos Tipo 093, los Tipo 095 tendrán un reactor nuclear más avanzado, tubos VLS y una mayor cantidad de sensores avanzados, tales como un nuevo sonar de flanco activo/pasivo y un sonar remolcado de baja y alta frecuencia. Además, también se cree que los submarinos Tipo 095 podrán actuar como una posible escolta submarina para cualquier futuro grupo de trabajo de portaviones de la Armada del Ejército Popular de Liberación.
Se ha informado de que Bohai Shipbuilding Heavy Industrial Corporation construirá los submarinos Tipo 095 en una nueva planta en la prefectura de Huludao, en la provincia china de Liaoning.